# Bayas
Bayas là một xã thuộc tỉnh Gironde trong vùng Aquitaine khu vực tây nam nước Pháp. Xã này nằm ở khu vực có độ cao trung bình 82 mét trên mực nước biển